# Harriet Hudson
Pour les articles homonymes, voir Hudson.
Harriet Hudson, née le 23 janvier 1998 à Warwick (Queensland), est une rameuse australienne, médaillée de bronze en quatre de couple féminin aux Jeux olympiques d'été de 2020.

## Carrière
Aux Jeux olympiques d'été de 2020, elle remporte la médaille de bronze du quatre de couple avec ses compatriotes Caitlin Cronin, Rowena Meredith et Ria Thompson.

## Palmarès
- 2021: Tokyo,  Japon
  -  Médaille de bronze au quatre de couple féminin

## Vie privée
Elle fait ses études à l'Université de Sydney.